# WaterWays/Sons of Alpha Centauri/Hotel Wrecking City Traders
WaterWays/Sons of Alpha Centauri/Hotel Wrecking City Traders is een splitalbum van de bands WaterWays, Sons of Alpha Centauri en Hotel Wrecking City Traders.

## Tracklist
| Nr. | Band                        | Titel                         | Duur |
| --- | --------------------------- | ----------------------------- | ---- |
| A1  | WaterWays                   | Piece Of You                  | 4:21 |
| A2  | WaterWays                   | Queen (Of The Passout Riders) | 3:27 |
| A3  | WaterWays                   | The Blacksmith                | 4:51 |
| A4  | WaterWays                   | WaterWays                     | 4:07 |
| AA1 | Sons of Alpha Centauri      | 27                            | 8:48 |
| AA2 | Hotel Wrecking City Traders | Pulmo Victus                  | 9:37 |

## Bandleden

### Waterways
- Gary Arce - gitaar
- Mario Lalli - basgitaar
- Tony Tornay - drum

### Sons of Alpha Centauri
- Marlon Aaron King - gitaar
- Nick Hannon - basgitaar
- Stevie. B - drum
- Blake - textures

### Hotel Wrecking City Traders
- Ben Wrecker - drum
- Toby - gitaar